# Sclerocactus whipplei
Sclerocactus whipplei ist eine Pflanzenart der Gattung Sclerocactus in der Familie der Kakteengewächse (Cactaceae). Das Artepitheton whipplei ehrt den Botaniker Amiel Weeks Whipple. Englische Trivialnamen sind „Devil´s-Claw Barrel Cactus“, „Rose Devil´s-Claw Cactus“, „Whipple´s Devil´s-Claw cactus“, „Whipple´s Rose-Colored Devil´s-Claw Cactus“ und „Whipple´s Viznagita“.

## Beschreibung
Der kugelförmig, eiförmig bis zylindrisch wachsende Sclerocactus whipplei erreicht Wuchshöhen 5 bis 14 cm und Durchmesser von 4 bis 12 cm. Die röhrenförmigen Blüten weisen eine Länge 2 cm bis 3 cm und einen Durchmesser von 1,5 cm bis 3 cm auf. Die Blütenhüllblätter sind meist gelb, selten weiß oder rosa. Die Blüten öffnen sich spät am Tag. Die Blühperiode beginnt Mitte Mai.
Sclerocactus whipplei ist nahe verwandt mit Sclerocactus spinosior, jedoch ein Vertreter der Sektion Parviflori. Sclerocactus whipplei entwickelt im frühen Jugendstadium den typischen Papierdorn gleichzeitig bilden sich schon die ersten Blüten. Das Blühverhalten ist ähnlich dem von Sclerocactus spinosior.
Die Unterarten Sclerocactus whipplei subsp. cloverae und Sclerocactus whipplei subsp. busekii sind stark gefährdet.

## Vorkommen
Sclerocactus whipplei wächst in der Great Basin Wüste in Arizona und Utah in rotem Sand und an steinigen Abhängen in lichten „Nadelgehölzen“ in Höhenlagen zwischen 1500 und 1900 Metern.
Vergesellschaftet ist diese Art oft mit Sclerocactus parviflorus, Navajoa peeblesiana, Toumeya papyracantha, Escobaria missouriensis subsp. navajoensis, Echinocereus fendleri, Yucca angustissima, Yucca baileyi und verschiedene Opuntia-Arten.

## Systematik
Die Erstbeschreibung durch George Engelmann und John Milton Bigelow unter dem Namen Echinocactus whipplei ist 1857 (preprint 1856) veröffentlicht worden. Die amerikanischen Botaniker Nathaniel Lord Britton und Joseph Nelson Rose stellten 1922 in Art als Sclerocactus whipplei in die Gattung Sclerocactus. Ein weiteres Synonym ist Sclerocactus whipplei var. pygmaeus von Robert Hibbs Peebles.
Nach Fritz Hochstätter werden folgende Unterarten unterschieden:
- Sclerocactus whipplei subsp. whipplei
- Sclerocactus whipplei subsp. busekii Hochstätter
- Sclerocactus whipplei subsp. cloverae (K.D.Heil & J.M.Porter) Hochstätter

## Gefährdung
In der Roten Liste gefährdeter Arten der IUCN wird die Art als „Least Concern (LC)“, d. h. als nicht gefährdet geführt.

## Bilder
Sclerocactus whipplei:

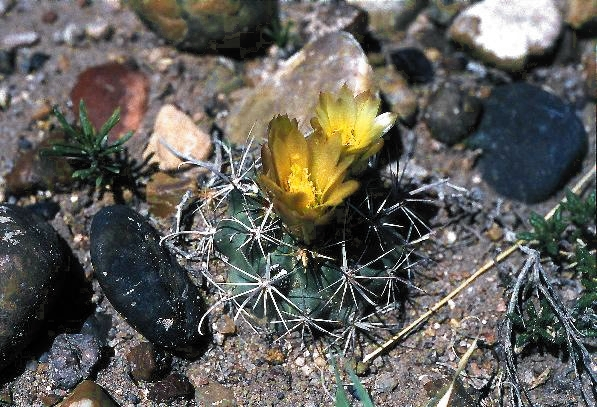
Jungpflanze mit Blüten in Arizona.
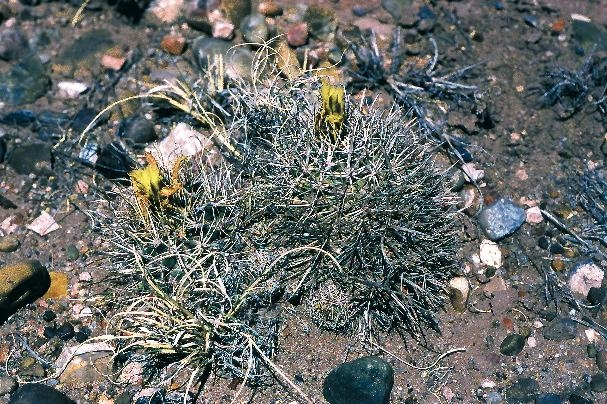
Gruppe in Blüte in Arizona.
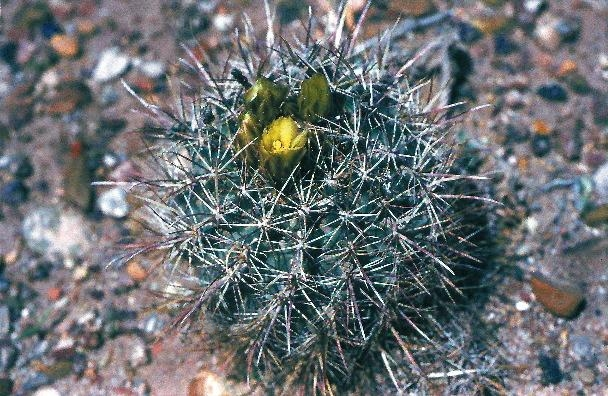
Mit röhrenförmiger Blüte.
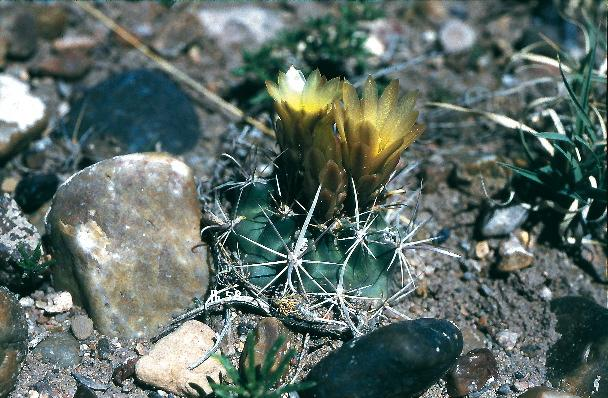
Mit typischen gelben Blüten.